# Horst Bahro
Horst Bahro (* 28. April 1930 in Berlin; † 2005) war ein deutscher Politikwissenschaftler, Ministerialbeamter, Hochschullehrer und Mitbegründer der Fernuniversität in Hagen.

## Leben und Tätigkeit
Bahro war ab 1950 bei der Schutzpolizei Berlin tätig und begann daneben 1951 ein Studium der Rechtswissenschaften an der Freien Universität Berlin. Von 1956 bis 1960 absolvierte er den juristischen Vorbereitungsdienst und erhielt 1961 eine Beschäftigung beim Ostkolleg der Bundeszentrale für politische Bildung. Von 1961 bis 1967 war er als Oberregierungsrat im Bundesministerium des Innern tätig und wurde dort für einige Jahre zur Bundeszentrale für politische Bildung abgeordnet.
Am 29. Juli 1965 promovierte er an der Rechtswissenschaftlichen Fakultät der Universität Köln. Das Thema seiner Dissertation lautete Das Kindschaftsrecht in der Union der Sozialistischen Sowjetrepubliken.
Von 1967 bis 1970 war er beim Innenminister in Nordrhein-Westfalen und danach im Bundeskanzleramt in Bonn tätig. 1971 ging er zur Landesregierung von Nordrhein-Westfalen zurück, wo er als Abteilungsleiter eingesetzt war. 1977 erfolgte seine Berufung zum Professor für Politikwissenschaften und Erziehungswissenschaften in Köln. 1995 wurde er emeritiert.
1974 gehörte er zu den Mitbegründern der Fernuniversität in Hagen.

## Veröffentlichungen (Auswahl)
- mit Ernst Veser: Das semipräsidentielle System – „Bastard“ oder Regierungsform sui generis? – The semi-presidential system – 'bastard' or form of government sui generis?. 1995.